# 루카스 카르발류 도밍구스 다 시우바
루카스 카르발류 도밍구스 다 시우바(포르투갈어: Lucas Carvalho Domingos da Silva, 1999년 12월 7일 )는 브라질의 축구 선수이다.

## 참고 문헌
- “강릉 시민 FC 선수”. 《강릉 시민 FC》. 강릉시민축구단.